# Anahita (Vorname)
Anahita (persisch: آناهیتا) bzw. Anahit (armenisch: Անահիտ) ist ein weiblicher Vorname.

## Herkunft und Bedeutung
Der Name Anahita bedeutet makellos, unbefleckt und stammt vom avestischen a (nicht) und ahit (unrein). Dies war der Name der persischen Göttin der Fruchtbarkeit und des Wassers. Sie wurde manchmal mit Artemis, Aphrodite und Athena identifiziert.
Varianten des Namens sind Anahit, Anahid, Naheed und Nahid.

## Bekannte Namensträgerinnen

### Anahita
- Anahita Rehbein (* 1994), deutsche Schönheitskönigin und Miss Germany 2018

### Anahit
- Anahit Barseghjan (* 1994), armenische Schwimmerin
- Anahit Zizikjan (1926–1999), armenische Violistin